# قلعة بشتاب
قلعة بشتاب (بالفارسية: قلعه پشتاب) هي قلعة تاريخية تعود إلى عصر قبل الميديين، وتقع في قسم ديكلة الريفي.